# کریستینا کرستیچ
کریستینا کرستیچ (انگلیسی: Kristina Krstić؛ زادهٔ ۱ ژوئیهٔ ۱۹۸۹) بازیکن فوتبال اهل صربستان است.
وی همچنین در تیم ملی فوتبال Serbia بازی کرده‌است.